# 손태진 (성악가)
손태진(1988년 10월 20일~ )은 포르테 디 콰트로 멤버이자 성악가, 크로스오버 가수이다. 팬텀싱어 우승멤버이자 불타는 트롯맨 우승자이다. 심수봉의 언니의 손자이다.

## 학력
- 서울대학교 성악과(졸업)
- 서울대학교 대학원 성악과(수료)

## 출연작

### 공연
- 2021년 세종문화회관 대극장 《팬덤 오브 클래식》
- 2021년 롯데콘서트홀 《포르테 디 콰트로 <언플러그드 콘서트:더 클래식> 앙코르
- 2021년 부산시민회관 대극장 《포르테 디 콰트로 <언플러그드 콘서트:더 클래식> 앙코르 - 부산
- 2021년 고양아람누리 아람극장 《포르테 디 콰트로 <언플러그드 콘서트:더 클래식> 앙코르 - 고양
- 2021년 경남문화예술의회관 《포르테 디 콰트로 <언플러그드 콘서트:더 클래식 앙코르 - 진주
- 2020년 공연 《종근당 오페라 희망이야기》
- 2020년 예술의전당 콘서트홀 《포르테 디 콰트로와 함께하는 Notte Stellata 2020》
- 2020년 롯데콘서트홀 《썸머 브리즈:김광민》
- 2020년 롯데콘서트홀 《오페라 카니발 2020 앙코르》
- 2020년 롯데콘서트홀 《포르테 디 콰트로 <언플러그드 콘서트:더 클래식>》
- 2020년 예술의전당 콘서트홀 《오페라 카니발 2020》
- 2020년 예술의전당 콘서트홀 《발렌타이데이 콘서트》
- 2020년 익산예술의전당 대공연장 《신년 음악회 <팬텀 오브 클래식>
- 2020년 대구 엑스코 오디토리움 《포르테 디 콰트로 3집 발매 기념 콘서트 <아르모니아> - 대구》
- 2019년 세종문회회관 대극장 《팬텀 오브 클래식 - 서울》
- 2019년 벡스코 제 1전시장 1홀 《팬텀 오브 클래식 - 부산>》
- 2019년 성남아트센터 《포르테 디 콰트로 3집 발매 기념 콘서트 <아르모니아 - 성남>》
- 2019년 대전예술의 전당 《포르테 디 콰트로 3집 발매 기념 콘서트 <아르모니아 - 대전>》
- 2019년 경희대학교 국제캠퍼스 《포르데 디 콰트로 3집 발매 기념 콘서트 <아르모니아 - 용인>》
- 2019년 부산드림씨어터 《포르테 디 콰트로 3집 발매 콘서트 <아르모니아 - 부산> 》
- 2019년 블루스퀘어 아이마켓홀 《포르테 디 콰트로 3집 발매 콘서트 <아르모니아 - 서울>》
- 2019년 광주문화예술회관 《포르테 디 콰트로 3집 발매 콘서트 <아르모니아 - 광주>》
- 2019년 예술의전당콘서트홀 《포르테 디 콰트로와 함께하는 Notte Stellata 2020》
- 2019년 유니벌아트센터 《김현수, 손태진 콘서트 <스토리즈>》
- 2019년 아트센터 인천 콘서트홀 《원데이 페스티벌 <포르테 디 콰트로 '좋은날'> - 인천》
- 2019년 광화문광장 《서울뮤직페스티벌》
- 2019년 안산문화예술의 전당 《ASAC슈퍼 콘서트. <포르테 디 콰트로> - 안산》
- 2019년 잠실실내체육관 《ILLSO(일루소) 가을의 명곡》
- 2018년 대구 엑스코 《포르테 디 콰트로 전국 투어 콘서트 <COLORS> - 대구》
- 2018년 청주예술의 전당 《포르테 디 콰트로 전국 투어 콘서트 <COLORS> - 청주》
- 2018년 RUBIK 《루빅 크리스마스이브 콘서트 - 인천》
- 2018년 부산문화대극장 《포르테 디 콰트로 전국 투어 콘서트 <COLORS> - 부산》
- 2018년 인천문화예술회관 《포르테 디 콰트로 전국 투어 콘서트 <COLORS> - 인천》
- 2018년 경주실내체육관 《한수원아트페스티벌 2018년》
- 2018년 이천아트홀 대공연장 《포르테 디 콰트로 콘서트 - 이천
- 2018년 세종문화회관 대극장 《2018 가을 콘서트》
- 2018년 한전아트센터 《팬텀 콘체르토 vol.2-손태진, 배두훈, 조민규, 안세권》
- 2018년 한전아트센터 《러브 콘체르토》
- 2018년 세종문화회관 대극장 《포르테 디 콰트로 단독 콘서트 <명작>》
- 2018년 벡스코 오디트리움 《포르테 디 콰트로 단독 콘서트 <명작> - 부산》
- 2018년 천안예술전당 《개관 6주년 기념콘서트 - 천안》
- 2018년 롯데콘서트홀 《[L클래식 페스티벌] 포르테 디 콰트로》
- 2018년 여의도 KBS홀 《포르테 디 콰트로 토크 콘서트》
- 2018년 여의도 KBS홀 《오페라 콜라주 <카사노바 길들이기>》
- 2018년 벡스코 오디토리움 《팬텀 vs 팬텀 콘서트 (포르테 디 콰트로, 포레스텔라) - 부산》
- 2018년 올림픽 공원 88 《팬텀싱어 페스티벌》
- 2018년 올림픽 공원 올림픽홀 《팬텀 vs 팬텀 콘서트 (포르테 디 콰트로, 포레스텔라)》
- 2018년 고양아람누리 아람음악당 《2018 아람누리 마티네 콘서트》
- 2018년 코엑스아티움 《SON TAE-JIN 1ST SOLO CONCERT [Fw:I am]》
- 2018년 고양아람누리 아람극장 《포르테 디 콰트로 전국 투어 콘서트 [클라시카] 앙코르 - 고양》
- 2018년 성남아트센터 《포르테 디 콰트로 전국투어 콘서트 클라시카 (CLASSICA) - 성남
- 2018년 한국소리문화의전당 《포르테 디 콰트로 전국투어 콘서트 클라시카 (CLASSICA) - 전주
- 2017년 그랜드하얏트서울 《포르테 디 콰트로 디너쇼》
- 2017년 부산문화회관 대극장 《포르테 디 콰트로 전국투어 콘서트 클라시카 (CLASSICA) - 부산》
- 2017년 구리아트홀 《포르테 디 콰트로 전국투어 콘서트 클라시카 (CLASSICA) - 구리》
- 2017년 인천문화예술전당 《포르테 디 콰트로 전국투어 콘서트 클라시카 (CLASSICA) - 인천》
- 2017년 울산현대예술관 《포르테 디 콰트로 전국투어 콘서트 클라시카 (CLASSICA) - 울산》
- 2017년 롯데콘서트홀 《포르테 디 콰트로 전국투어 콘서트 클라시카 (CLASSICA)》
- 2017년 대구콘서트하우스 《포르테 디 콰트로 전국투어 콘서트 클라시카 (CLASSICA) - 대구》
- 2017년 고양아람누리 아람극장 《포르테 디 콰트로 전국투어 콘서트 클라시카 (CLASSICA) - 고양》
- 2017년 충남대학교 정심화홀 《포르테 디 콰트로 전국투어 콘서트 클라시카 (CLASSICA) - 대전》
- 2017년 경기도문화의전당 《포르테 디 콰트로 전국투어 콘서트 클라시카 (CLASSICA) - 수원》
- 2017년 광주문화예술회관 《포르테 디 콰트로 전국투어 콘서트 클라시카 (CLASSICA) - 광주》
- 2017년 롯데콘서트홀 《천재 문학가, 애니메이션 거장을 만나자 - 프리미엄 스테이지》
- 2017년 올림픽공원 《그랜드 민트 페스티벌 2017》
- 2017년 군포문화의전당 《팬텀싱어 포르테 디 콰트로&고상지 콘서트 - 군포》
- 2017년 자라섬 일대 《멜로디 포레스트 캠프》
- 2017년 올림픽 공원 일원 《조이올팍페스티벌》
- 2017년 예술의전당 《서울그랜드필하모닉오케스트라 김동규, 송소희, 손태진의 어느멋진 날에》
- 2017년 임진각 평화누리 《2017 DMZ 평화콘서트》
- 2017년 세종문화대극장 《포르테 디 콰트로 첫번째 전국투어 앙코르 콘서트》
- 2017년 롯데콘서트홀 《MUSIC OF THE NIGhT 2017:THE GREATEST MUSICALS》
- 2017년 원주치악체육관 《포르테 디 콰트로 콘서트》
- 2017년 벡스코 오디토리움 《《포르테 디 콰트로 콘서트 - 부산》
- 2017년 경북대학교 대강장 《포르테 디 콰트로 콘서트 - 대구》
- 2017년 제주국제컨벤션센터 《포르테 디 콰트로 콘서트 - 제주》
- 2017년 올림픽공원 《그랜드 민트 페스티벌 2017년》
- 2017년 군포문화예술회관 《팬텀싱어 포르테 디 콰트로&고상지 콘서트 - 군포》
- 2017년 자라섬 일대 《2017 멜로디 포레스트 캠프》
- 2017년 올림픽공원 일원 《2017 조이올팍페스티벌》
- 2017년 KBS 울산홀 《포르테 디 콰트로 - 울산》
- 2017년 김대중컨벤션센터 《포르테 디 콰트로 - 광주》
- 2017년 고양아람누리 아람극장 《《포르테 디 콰트로 - 고양》
- 2017년 청주예술의 전당 《포르테 디 콰트로 - 청주》
- 2017년 전북대학교 삼성회관 《포르테 디 콰트로 - 전주》
- 2017년 경기문화전당 《포르테 디 콰트로 - 수원》
- 2017년 세종대극장 《The Voice of DUO - Duo Concert》
- 2017년 경희대학교 평화의 전당 《팬텀싱어 콘서트》

### 방송
- 2020년 ~ TBS eFM 《Sweet Rendezvous》 DJ
- 2022년 ~ MBN 《불타는 트롯맨》
- 2024년 ~ MBC 표준FM 《손태진의 트로트 라디오》 DJ[2][3]

### 화보
- 2024년 10월 우먼센스 10월호 커버 모델[4][5]

### 수상
- 2022 지구환경 국제 컨퍼런스 및 인터내셔널 리더 어워드 (ICAE 2022) 《탑클래스대표인물 대상》 (대중음악가수 부문)
- 2023 케이블TV방송대상 《케이블TV스타상》 (가수 및 엔터테인먼트 트로트 가수 부문)
- 2023년 제5회 대한민국위대한국민대상 《대상》 (대중음악 부문)
- 2024년 트롯뮤직어워즈 2024 《트렌드 아이콘》
- 2024 파이낸셜뉴스 뉴트렌드 대상 《핫아이콘 부문 1위》
- 2024년 11월 22일 한터차트 공식 초동 브론즈(앨범 판매량 10만장) 인증패 수상[6]
- 2024년 MBC 방송연예대상 라디오부문 남자 신인상